# Глен Милър
Глен Милър (на английски: Glenn Miller) е американски джазов музикант тромбонист, диригент, композитор и аранжьор от ерата на суинга, роден в Кларинда, Айова.
Ръководи свой биг бенд и е сред най-продаваните музиканти в периода 1939 – 1942 г. Само за 4 години има 23 хита на първо място в класациите, повече от Елвис Пресли (18) и от Бийтълс (20) за цялата им кариера.
Сред най-известните му композиции са In the Mood, Tuxedo Junction, Chattanooga Choo Choo, Moonlight Serenade, Little Brown Jug и Pennsylvania 6 – 5000.

## Смърт
На 15 декември 1944 по време на Втората световна война, докато лети от Англия за Франция, за да изнася концерт пред войниците, самолетът и целият екипаж изчезват безследно, като тялото му не е намерено.